# Классический автомобиль

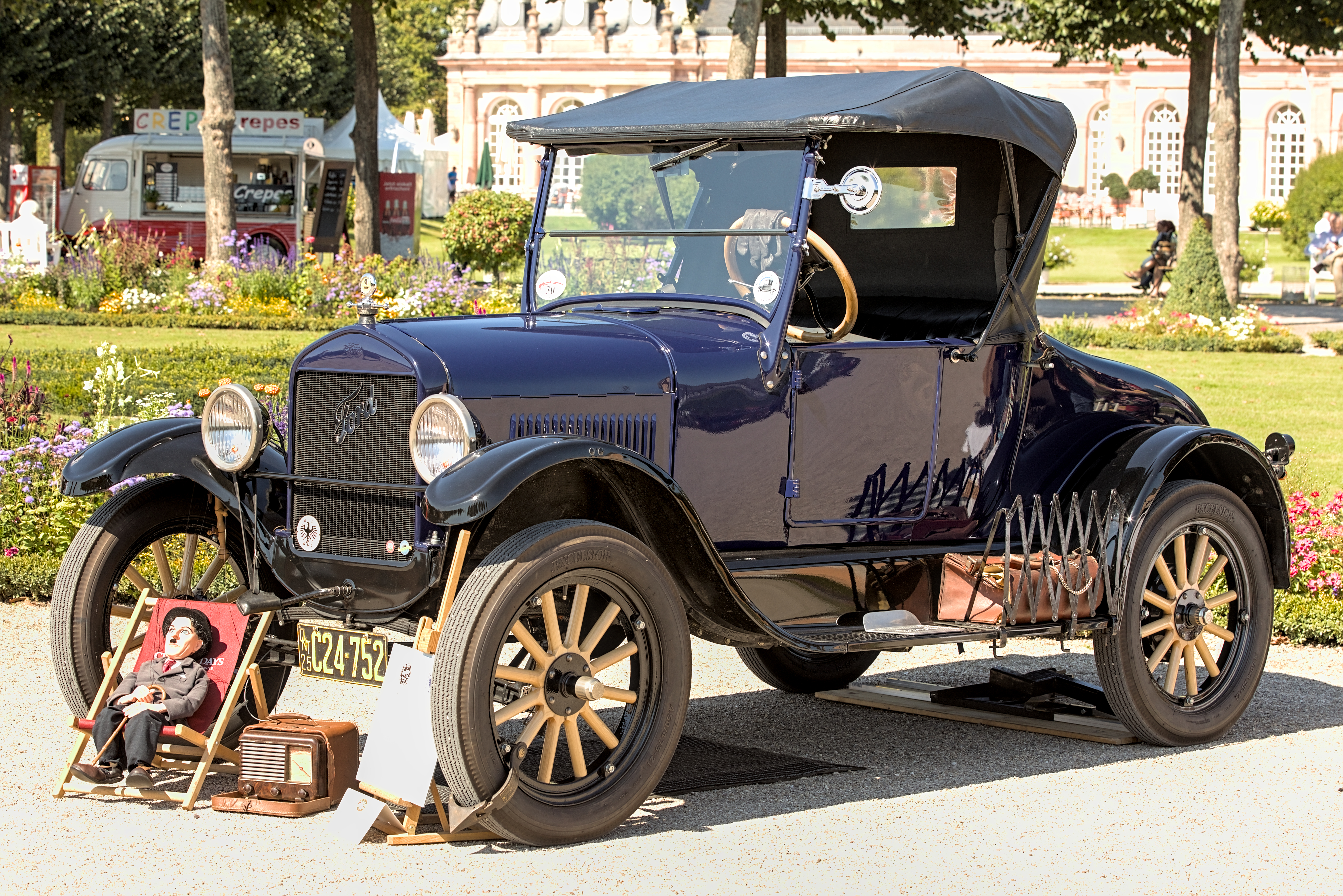
Ford Model T 1925 года выпуска.

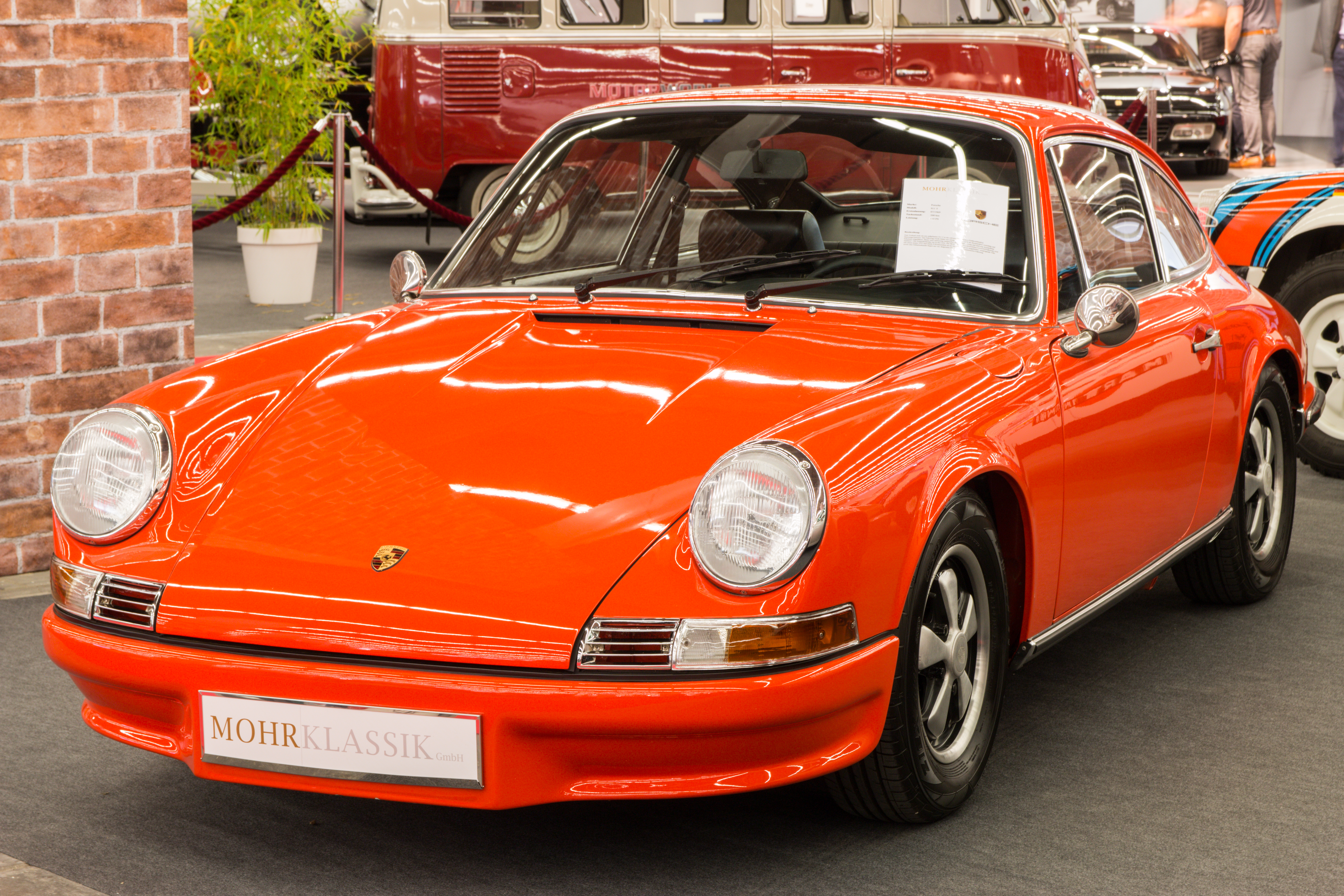
Porsche 911 T (C-series) 1969 года выпуска.

Классический автомобиль — термин, в общем случае относящийся к старым автомобилям; автомобиль, возраст которого составляет 15-30 лет или больше. Существует, однако, очень большое количество конкретных определений. В то время, как одни очень широки и фактически причисляют к классике любой хорошо сохранившийся старый автомобиль, другие, например, The Classic Car Club of America, считают классический автомобиль автомобилем, выпущенным с 1915 по 1948 год, или автомобилем, выпущенным до 1948 года. Существуют также термины олдтаймер (англ. Oldtimer) и янтаймер (англ. Youngtimer), использующиеся, например, немецкими ПДД, которые определяют олдтаймер как автомобиль, зарегистрированный 30 или более лет назад, а янтаймер как автомобиль, зарегистрированный 20 или более лет назад.
Также существуют винтажные и антиквариатные автомобили. Антиквариатные автомобили определяются как автомобили, выпущенные 45 лет назад или раньше, или автомобили, выпущенные 30 лет назад или раньше. Винтажные автомобили определяются как автомобили, выпущенные в 1919—1930 годах, или до 1930 года, или до 1922 года, или любые автомобили, выпущенные в начале XX века.

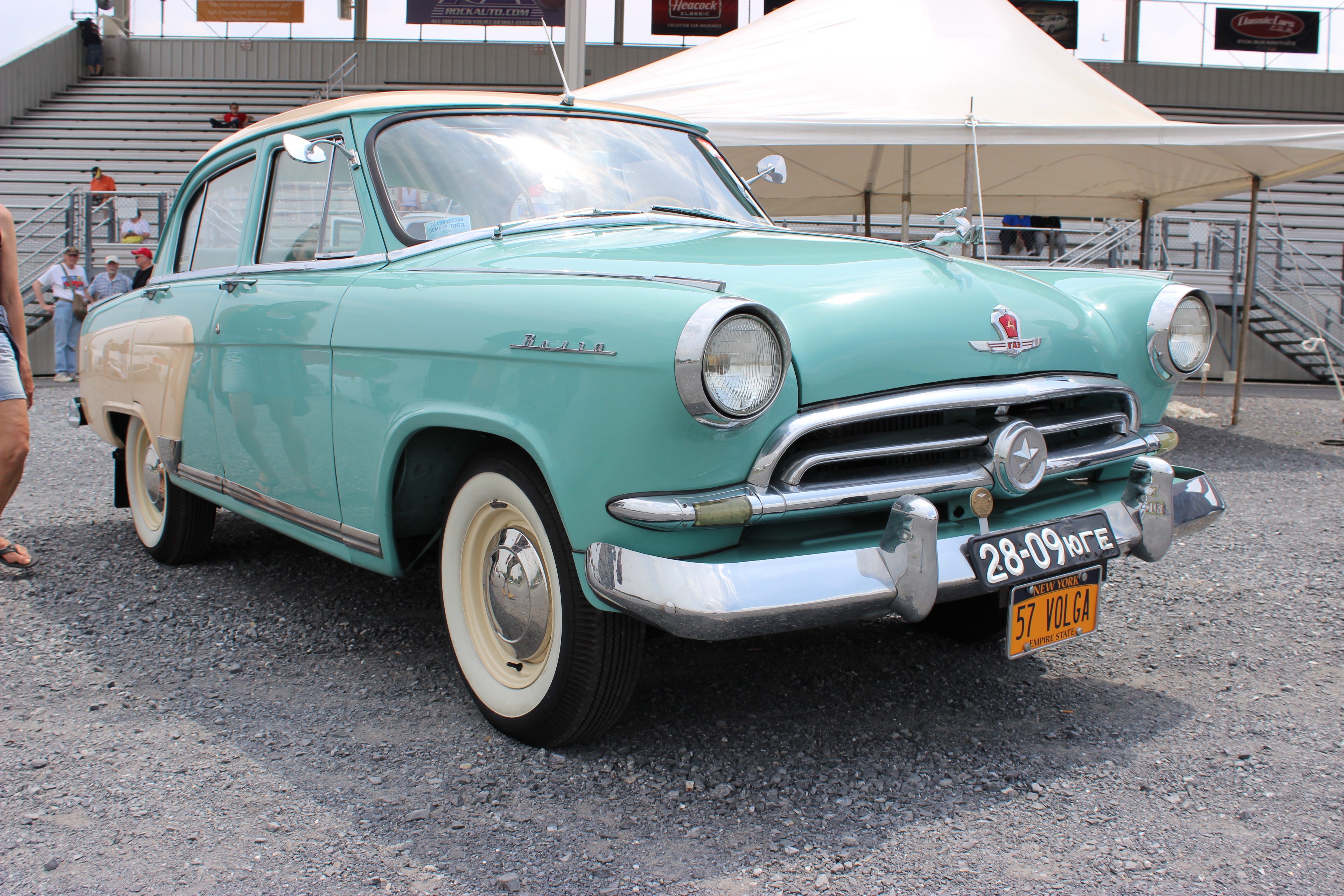
ГАЗ-21 Волга 1957 года выпуска.

Высоко ценящиеся модели олдтаймеров — предмет антиквариата и коллекционирования.
Символом движения любителей классических автомобилей в Европе считаются разные автомобили — Porsche 911 (1963— н. в.), BMW M5 E34 (1988—1995), Ford Mustang (1964— н. в.). Символом движения любителей классических автомобилей в США также считаются разные автомобили — Ford GT40 (1965—1968), Dodge Charger (1966—н.в.), часто Ford Model T (1908—1927), который также был победителем награды Автомобиль века.
Статус классического автомобиля (classic car) не следует путать со статусом коллекционного (collectable car), то есть, являющегося объектом профессионального коллекционирования. Некоторые определяют коллекционный автомобиль как автомобиль, выпущенный до 1980 года.

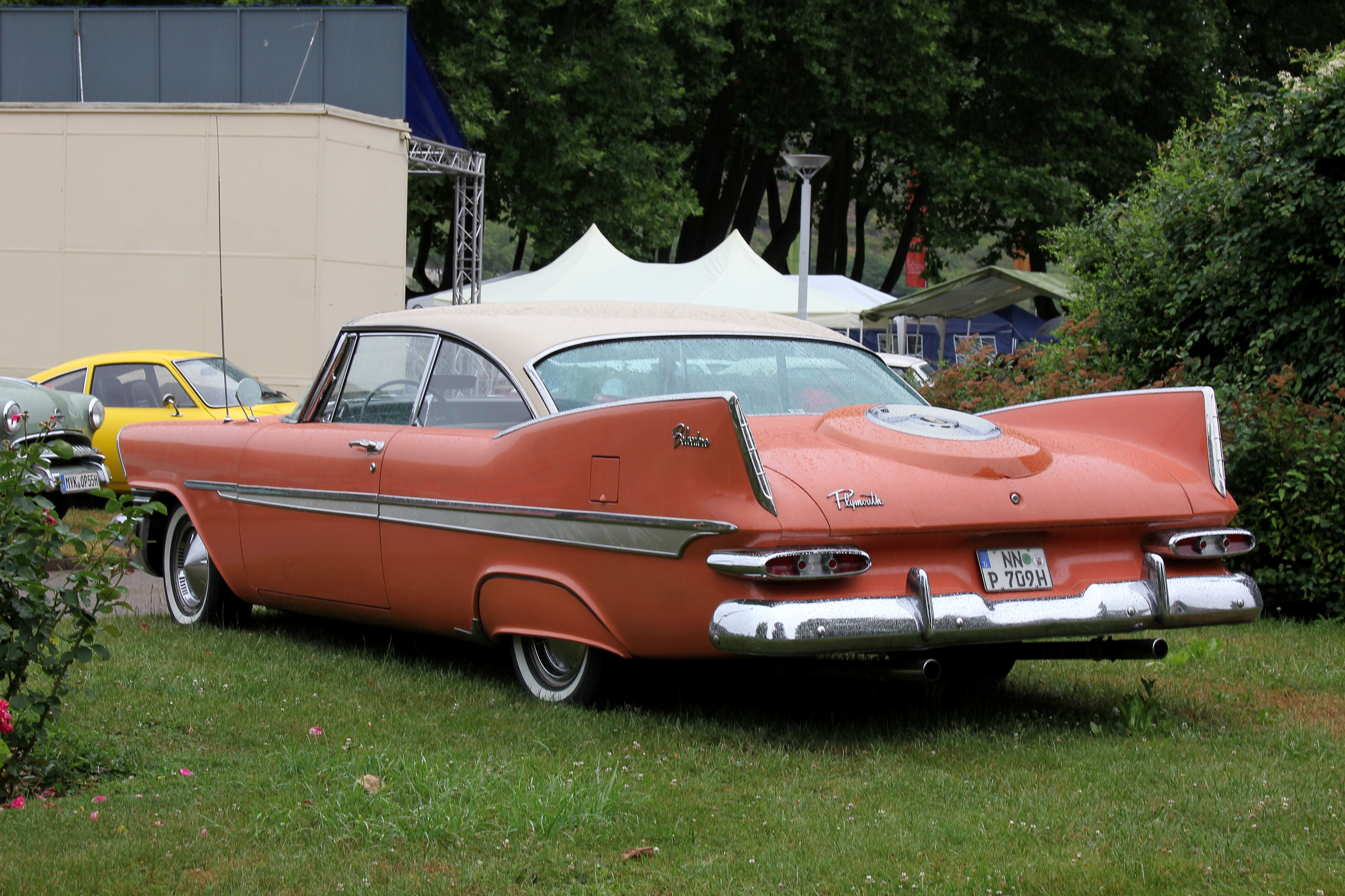
Плавниковый стиль у Plymouth Belvedere 1959 года выпуска.

При этом для коллекционного автомобиля не обязательно на момент выпуска быть дорогим и престижным. Порой популярными объектами коллекционирования становятся автомобили вроде Peel P50, часто именно в силу своей нестандартности ставшие большой редкостью. Кроме того, массовый автомобиль может представлять коллекционную ценность в том случае, если он тесно связан с каким-либо известным лицом или событием.

## Классификация Международной федерации старинных автомобилей (FIVA)
FIVA (Fédération Internationale des Véhicules Anciens) выделяет, по состоянию на 2010 год, следующие категории старинных автомобилей по годам выпуска:
- Class A (Ancestor) — выпуска до 31 декабря 1904 года
- Class B (Veteran) — с 1 января 1905 по 31 декабря 1918
- Class C (Vintage) — с 1 января 1919 по 31 декабря 1930
- Class D (Post Vintage) — с 1 января 1931 по 31 декабря 1945
- Class E (Post War) — с 1 января 1946 по 31 декабря 1960
- Class F — с 1 января 1961 по 31 декабря 1970
- Class G — с 1 января 1971 и вплоть до минимального возраста, установленного FIVA — 30 лет.

В более поздних документах (ноябрь 2021) классические автомобили, которые в этих документах называются историческими, определяются как автомобили, выпущенные как минимум 30 лет назад, которые обслуживаются в соответствии с их возрастом и не используются как средство постоянного передвижения.

## США
В большинстве штатов США классическим автомобилем официально считается автомобиль, выпущенный за 20 или более лет до текущей даты.
Определение по версии Classic Car Club of America

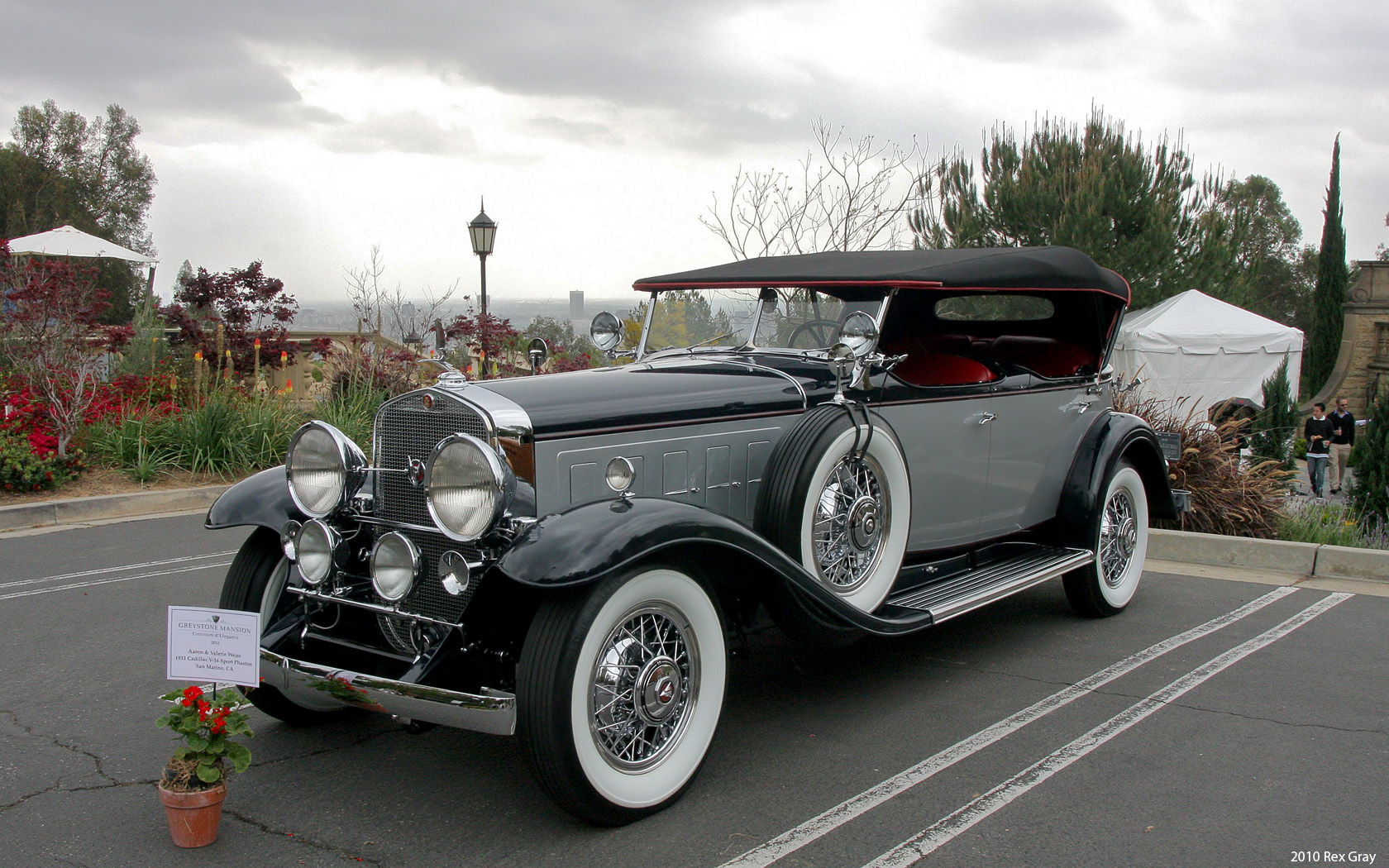
Cadillac V-16, по версии CCCA - полностью классический автомобиль.

CCCA признаёт классическими только автомобили, выпущенные в между 1915 и 1948 годами. Из критериев «классика» называется также дизайн — он должен включать в себя архаические элементы, такие, как отдельные крылья, подножки, фары и так далее. Им соответствует, например, Cadillac V-16 1931 года выпуска (на иллюстрации справа), который считается полностью классическим автомобилем. У CCCA имеется собственный список классических автомобилей. Однако, данное определение даже в США считается излишне жёстким, и, во избежание путаницы, к подпадающим под него автомобилям в среде коллекционеров обычно применяются термины Full Classic или CCCA Classic.
Определение по версии Antique Automobile Club of America
AACA считает классическим любой автомобиль, выпущенный 25 лет назад и более.

## Великобритания
В Великобритании официальное определение отсутствует, однако автомобили, выпущенные 40 или более лет назад, определяются как historic vehicle (историческое средство передвижения) и освобождаются от дорожного налога. Если автомобиль зарегистрирован меньше 40 лет назад, его год выпуска подлежит проверке компетентной организацией, например British Motor Heritage Foundation. Также государственная страховая компания причисляет к категории классических автомобили старше 15 лет и стоимостью выше £15000. 

## Германия
В Германии автомобили, зарегистрированные более 30 лет назад, имеют официальный статус «Oldtimer», а автомобили, зарегистрированные 20 или более лет назад — «Youngtimer».

## Россия

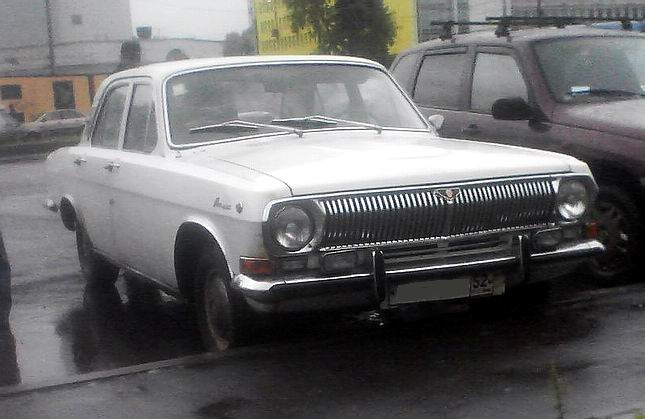
Отечественная «Волга» ГАЗ-24 по дизайну и конструкции соответствует классическим автомобилям 1960-х — 1970-х годов, но выпускалась без особых изменений до 1985, а с модернизациями — до 1992 года, что делает статус автомобилей этой модели в качестве классических неоднозначным.

В России однозначное официальное определение отсутствует. Однозначное мнение в сообществе коллекционеров также отсутствует. Несмотря на это, данные автомобили имеют особый вид номерных знаков.
Приказом Россвязьохранкультуры № 117 от 14 марта 2008 года был утверждён Перечень культурных ценностей, попадающих под действие Закона РФ от 15.04.1993 года № 4804-1 «О вывозе и ввозе культурных ценностей». Согласно ему, к культурным ценностям отнесены предметы техники, созданные более 50 лет назад, в том числе — и автомобили, выпущенные до соответствующей этому возрасту даты (потенциально возможно признание культурной ценностью и автомобилей более позднего выпуска, на усмотрением работников Минкульта). Таким образом было дано официальное определение автомобилей старше 50 лет как имеющих особый статус культурной ценности.

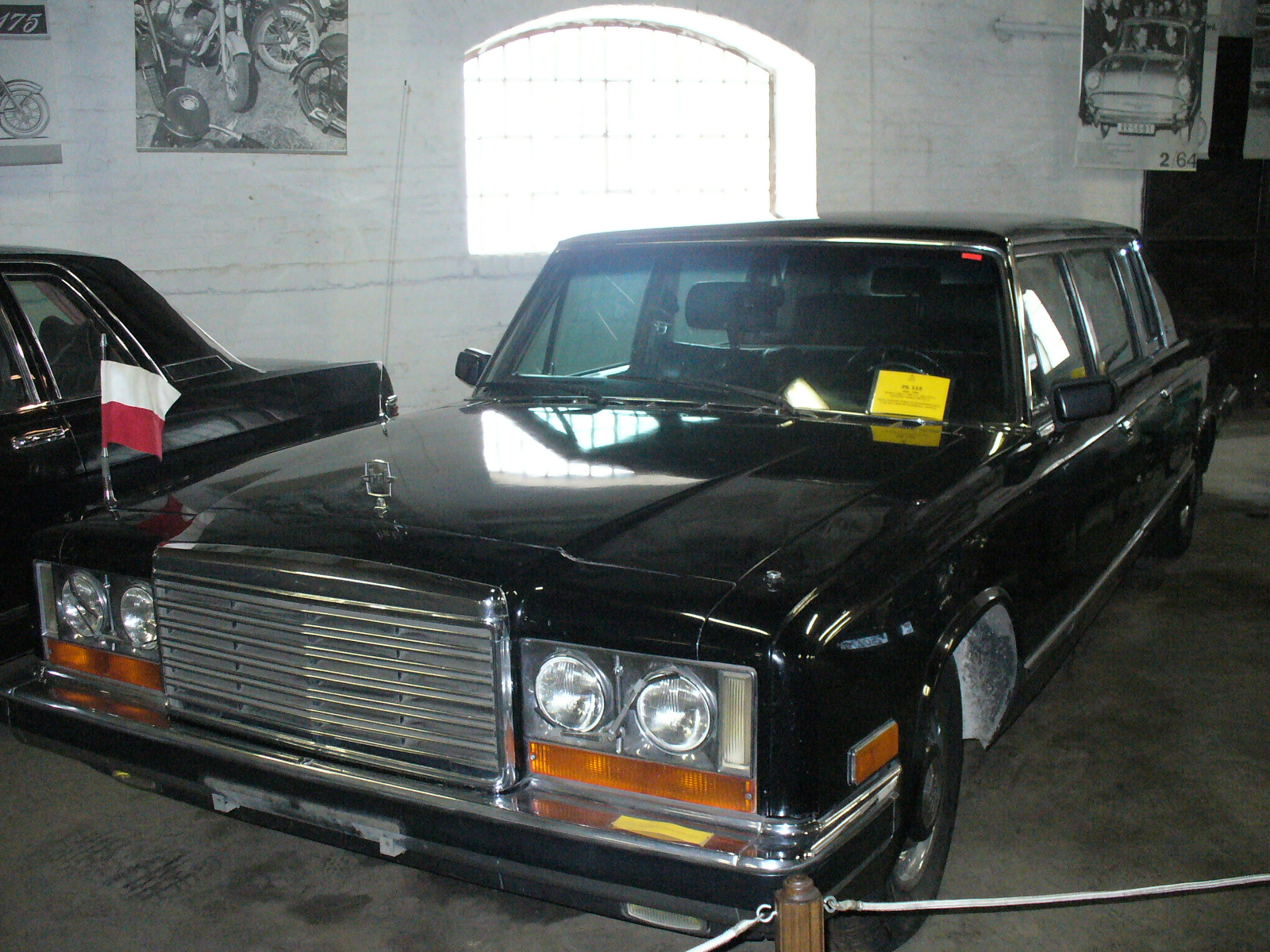
ЗИЛ-4104 — один из редких отечественных коллекционных автомобилей.

Фактически, данный нормативный акт в настоящее время работает в качестве прикрытия массового ввоза в Россию классических автомобилей без подтверждения требуемого экологического класса и уплаты обычного таможенного сбора, так как ввоз культурных ценностей на территорию РФ производится без уплаты таможенных пошлин. Данный режим таможенного оформления не предполагает эксплуатацию ввозимой культурной ценности — основным назначением такого автомобиля предполагается экспонирование на выставках, однако многие ввезённые при помощи этого механизма автомобили впоследствии проходят оформление по «серой схеме» и ставятся на регистрационный учёт уже в качестве полноценного транспортного средства.
Также в перечне автомобилей, не подпадающих под действие Технического регламента о безопасности колёсных транспортных средств, присутствуют

…[автомобили] категорий L и M1, с даты выпуска которых прошло 30 и более лет, с оригинальными двигателем, кузовом и при наличии — рамой, сохранённые или отреставрированные до оригинального состояния…

Категория L — Мототранспортные средства

Категория M1 — транспортные средства, используемые для перевозки пассажиров и имеющие, помимо места водителя, не более восьми мест для сидения — легковые автомобили.

— что фактически является данным авторами Регламента определением классического автомобиля.